# برک ریور (میشیگان)
برک ریور (به انگلیسی: Bark River) یک منطقهٔ مسکونی در ایالات متحده آمریکا است که در میشیگان واقع شده‌است. برک ریور ۲۲۶ متر بالاتر از سطح دریا واقع شده‌است.